# Шуткин, Степан Иванович
Степа́н Ива́нович Шу́ткин (род. 31 октября 1937, с. Будёновка, Восточно-Казахстанская область) — советский, казахский юрист; Государственный советник юстиции 2-го класса, Генеральный прокурор Республики Казахстан (1996—1997).

## Биография
В 1956—1959 годы служил в рядах Советской Армии. В 1964 году окончил юридический факультет Казахского государственного университета имени С. М. Кирова по специальности «правовед». Работал следователем прокуратуры Ленинского района Алма-Аты (1964—1970), прокурором отдела по надзору за местами лишения свободы прокуратуры Казахской ССР (1970—1972), прокурором Ленинского района Алма-Аты (1972—1982).
С 21 июня 1982 г. — инструктор отдела административных органов ЦК Компартии Казахстана; затем прокурор Алма-Аты (1983—1987), заместитель начальника отдела по надзору за исполнением законов на транспорте прокуратуры Казахской ССР (1987), прокурор Московского района Алма-Аты (1987—1990).
С февраля 1990 г. — в аппарате Совета Министров Казахской ССР, заведующий юридическим отделом аппарата Президента и Кабинета Министров Республики Казахстан. С 1995 года — заместитель руководителя аппарата правительства, в 1996 году — руководитель аппарата Правительства Республики Казахстан, член Президиума и член Правительства.
С октября 1996 по 4 ноября 1997 года — Генеральный прокурор Республики Казахстан. В ноябре 1997 года вышел на пенсию.
Неоднократно избирался депутатом районных Советов и Алма-Атинского городского Совета народных депутатов, членом бюро райкомов партии и членом Алма-Атинского горкома компартии Казахстана.

### Семья
Жена — Нина Ивановна Шуткина (р. 1939).
Дети: Наталья (р. 1962), Ольга (р. 1964).
Внуки: Евгения (р. 1986), Тамила (р. 1989).

## Награды и признание
- Орден «Курмет» (2017)
- Медаль «За доблестный труд. В ознаменование 100-летия со дня рождения В. И. Ленина» (1970)
- Орден Дружбы народов (1982)
- Медаль «Ветеран труда» (1989)
- Медаль «10 лет независимости Республики Казахстан» (2001)
- Медаль «20 лет независимости Республики Казахстан» (2011)
- Медаль «Ветеран прокуратуры»
- Медали «За безупречную службу» 1, 2 и 3 степеней
- Нагрудный знак «Почётный работник прокуратуры» (1997)
- Почётный гражданин Курчунского района Восточно-Казахской Области (1997)